# 3001 – Die Zeit der Affen
3001 – Die Zeit der Affen (englisch Time of the Apes) ist ein japanischer Science-Fiction-Film aus dem Jahr 1987, der im deutschsprachigen Raum am 8. August 1997 auf Video erstveröffentlicht wurde. Dabei handelt es sich um einen US-Zusammenschnitt der japanischen 26-teiligen Fernsehserie Saru no Gundan (猿の軍団).

## Handlung
Als ein Erdbeben über Japan hereinbricht, werden aus Versehen die Wissenschaftlerin Kazuko Izumi und zwei Kinder in einer Spezialkammer eingefroren, die gerade ein Labor eines Onkels besichtigten, in dem über Kryonik geforscht wird. Als sie wieder erwachen, befinden sie sich auf einer Erde, auf der die Affen die Herrschaft übernommen haben. Menschen dienen ihnen nur mehr als Sklaven. Daher werden die drei Menschen von Horden der Primaten gejagt. Sie treffen auf den einzigen anderen Menschen, den Rebellen Godo. Er hilft ihnen weiter; schließlich erfahren sie, dass auch die Affen beherrscht werden: von einem Supercomputer der UECOM dominiert, den einstmals die Menschen gebaut haben. Dieser schickt die drei nach etlichen überstandenen Gefahren auch wieder in die Vergangenheit zurück.

## Kritik
Das Lexikon des internationalen Films wurde deutlich: „Billiges Science-Fiction-Abenteuer nach gängigen Vorbildern, schludrig zusammenmontiert und von einer kaum zu unterbietenden Unlogik.“ Hahn und Jansen schreiben: „Diese schlampert gefilmte und zusammengeklaute Geschichte von Affen, deren Lippen sich kaum bewegen, wenn sie sprechen, kommt uns bekannt vor! Von den Logikfehlern, die einem die Schuhe ausziehen, ganz zu schweigen.“

## Bemerkungen
Die sehr sprunghafte Handlung erklärt sich wie auch die drei aufeinander folgenden, sich unterscheidenden Enden durch das Zustandekommen des Filmes, wobei einige Episoden einer Fernsehserie aus dem Jahr 1974 als Ausgangsmaterial benutzt und daraus einen Spielfilm komponiert wurde. Der US-amerikanische Produzent Sandy Frank veranlasste dies 1987.